# Eulacestoma
Eulacestoma (leldikkop) is een monotypisch geslacht van zangvogels. De soort:
- Eulacestoma nigropectus – Leldikkop